# Pidonia jasha
Pidonia jasha là một loài bọ cánh cứng trong họ Cerambycidae.